# Імперія Тимуридів
Імперія Тимуридів — імперія, що включала сучасний Іран, Кавказ, Месопотамію, Афганістан, більшу частину Середньої Азії, а також частини сучасного Пакистану, Сирії.

## Історія
Імперія Тимуридів утворилася на території сучасних республік: Узбекистану, Таджикистану, Киргизстану, Південного Казахстану, Туркменістану, Ірану, Афганістану, Пакистану, Північної Індії, Іраку, Вірменії та Азербайджану.
У 1370 в Балху відбувся курултай, який обрав Тамерлана еміром Турана. Ядром держави стали території Узбекистану, Туркменістану, Таджикистану і північного Афганістану.
У 1376 Імперія Тамерлана поглинає Хорезм, а в 1384 — Сістан і Забулістан (південно-західний Афганістан).
До 1393 південно-західні володіння Тамерлана досягають Багдада.
В 1395 його військо робить похід проти Золотої Орди (Дешт-і-Кипчак), а в 1398 — проти Делійського султанату.
У 1401 війська Тамерлана захоплюють Дамаск, а в 1402 завдають поразки османському султану, в результаті якої в Самарканд привозять трофейний Коран Усмана.
Після смерті Тамерлана в 1405 в столиці країни Самарканді запанував його онук Халіль-Султан, який не зміг утримати владу і віддав її в 1409 році своєму дядькові Шахрух Мірзі, резиденцією якого став афганський Герат. У цей період від імперії Тимуридів відпали території Іраку (1405) та Азербайджану (1408). Самарканд призначений на спадок синові Шахруха Улугбеку. Лише після смерті Шахруха в 1447 році Улугбек повернув Самарканду звання столиці імперії. Однак у 1449 Улугбека скинув його власний син Абд аль-Латіф Мірза.
Міжусобицю, що почалася, зміг зупинити Тимурид Абу-Сеїд, влада якого поширювалася на території Узбекистану і північного Афганістану. Саме він запросив в Узбекистан кочових узбеків Абу-л-Хайра. На заході (на територіях Ірану) тривала війна з туркменськими об'єднаннями Кара-Коюнлу і Ак-Коюнлу. При наступниках Абу-Сеїд імперія Тимуридів розділилася на дві частини: Мавераннахр — столиця Самарканд і Хорасан зі столицею в Гераті.
У 1501 році виходець із улусу Джучі — Мухаммед Шейбані захоплює Самарканд, витісняючи з нього останнього тимурида Бабура. У 1504 році військо Бабура захопило Кабул, звідки він робить завоювання Індії (Паніпатська битва) і засновує Імперію Великих Моголів.